# Chondracanthus horridus
Chondracanthus horridus är en kräftdjursart som beskrevs av Carl Bartholomäus Heller 1865. Chondracanthus horridus ingår i släktet Chondracanthus och familjen Chondracanthidae. Inga underarter finns listade i Catalogue of Life.